# Chiesa di San Felice (San Felice sul Panaro)
La chiesa di San Felice è la parrocchiale di San Felice sul Panaro, in provincia di Modena ed arcidiocesi di Modena-Nonantola; fa parte della vicariato della Bassa.

## Storia

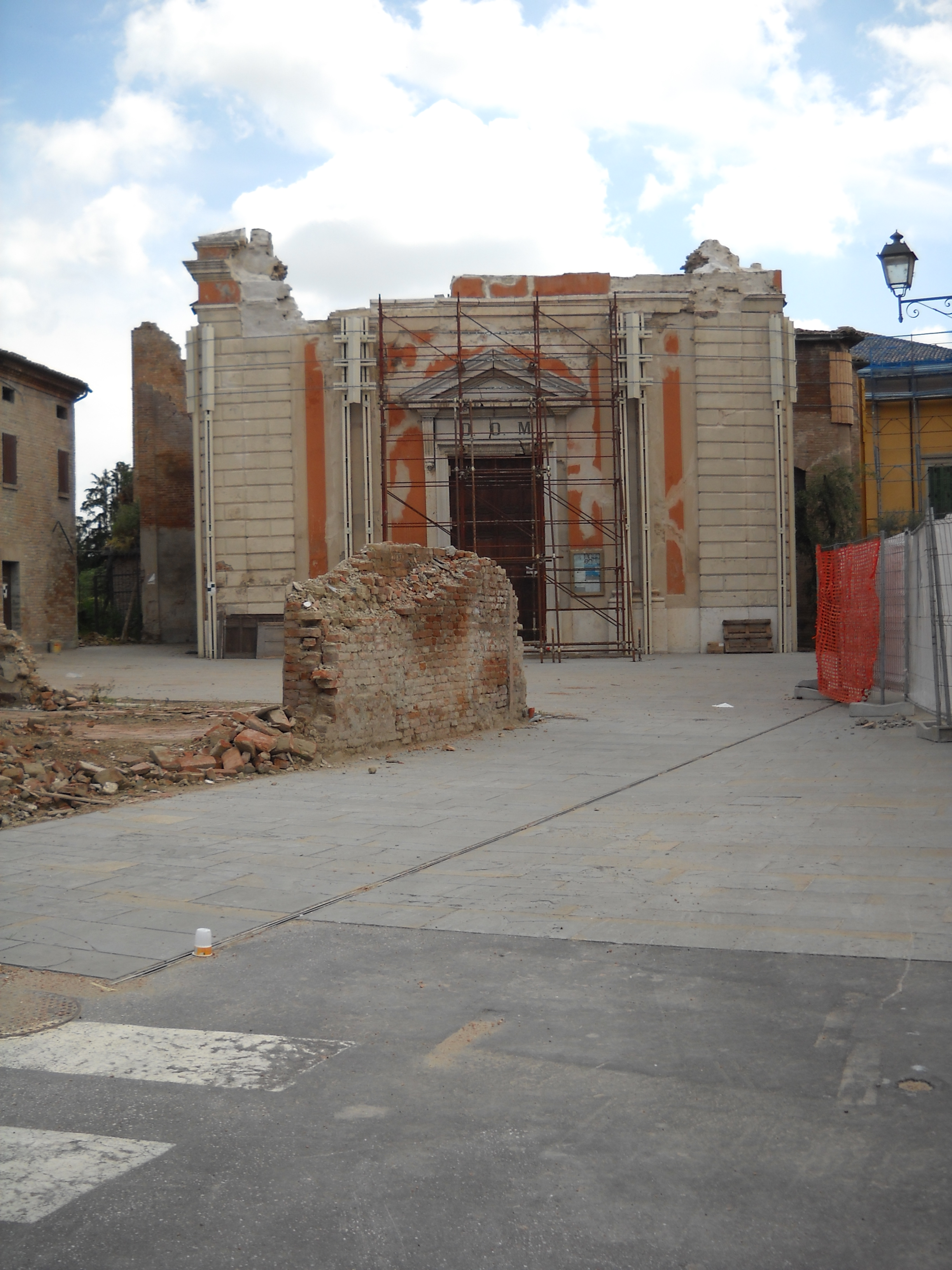
La chiesa devastata dal sisma del maggio 2012

La presenza di una comunità cristiana a San Felice sul Panaro è attestata già nella seconda metà del X secolo, mentre da un documento del 1026 conservato nell'Archivio Capitolare di Modena s'apprende che il paese era sede di una pieve.
Nel 1417, in seguito al crollo del soffitto, la pieve fu sottoposta ad un intervento di restauro; in alcuni documenti quattrocenteschi è contenuta una descrizione della chiesa.
Tra il 1498 e il 1499 venne eretto il campanile. Nel 1499 pure la chiesa fu ricostruita, come attestato da due epigrafi; inoltre, con un sopralluogo effettuato nel 2011 si poté stabilire che i muri dell'edificio risalgono proprio alla fine del XV secolo.
Nel 1895 il tetto fu oggetto di un rifacimento.
La chiesa venne gravemente danneggiata dalle due scosse del 20 e 29 maggio 2012 e in seguito a tale fatto fu dichiarata inagibile; in attesa del completamento dell'intervento di ripristino, previsto per il 2027, le funzioni vennero spostate in una nuova chiesa sorta ad hoc.

## Descrizione

### Facciata
La facciata della chiesa, in stile neoclassico, è divisa in due ordini da una trabeazione orizzontale; il registro inferiore presenta ai lati due paraste in bugnato liscio e il portale d'ingresso, caratterizzato da cornici, da due paraste laterali d'ordine tuscanico e da un timpano, il registro superiore, leggermente più stretto dell'altro, presenta, invece, una finestra a sesto ribassato inscritta in un arco.
A coronare la facciata è il timpano dentellato all'interno del quale s'apre un oculo e sopra il quale è posta una croce di ferro.

### Interno
L'interno si compone di un'unica navata le cui pareti, abbellite da dipinti ottocenteschi, sono scandite da paraste tuscaniche sorreggenti il cornicione, sopra il quale è impostata la volta a botte, caratterizzata da alcune lunette poste sopra le finestre laterali; a concludere l'aula vi è il presbiterio, introdotto dall'arco trionfale e chiuso dall'abside.